# Папуга-горобець синьокрилий
Папуга-горобець синьокрилий (Forpus xanthopterygius) – це невеликий папуга знайдений у більшій частині Південної Америки. До нього належить підвид Forpus xanthopterygius spengeli, який іноді розглядають як окремий вид. Forpus xanthopterygius переважно знайдений в низинних місцевостях, але локально поширений до 1200 м у південно-східній Бразилії. Зустрічається у лісових масивах, чагарниках, саваннах, та пасовищах. У зграї зазвичай близько 20 птахів, але їх кількість може збільшитись до більше ніж 50 навколо фруктових дерев та посівів трав. Здебільшого широко поширені поширені, проте частіше зустрічаються у басейні річки Амазонки.

## Опис

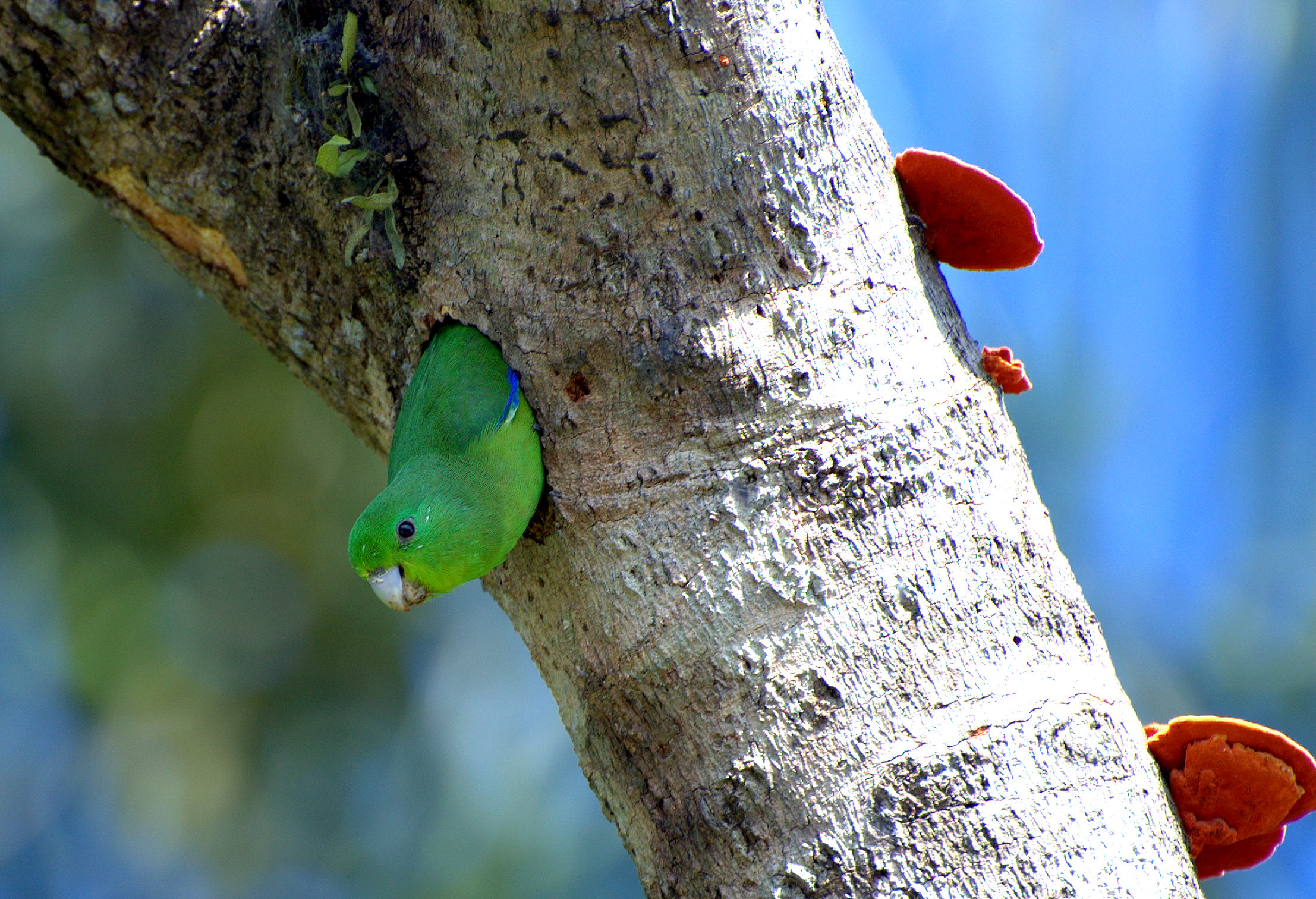
Самець виглядає з гнізда в Долині Рібейра, Бразилія.

Це невеликий птах розміром приблизно 12 см, кремезний здебільшого зеленого забарвлення з коротким хвостом конічної форми.
Виражений статевий диморфізм, самці мають синє забарвлення на первинних махових і криючих пір'ях крила, махових пір'ях та на надхвісті (синій колір значно менш виражений на крилах у підвиду Forpus xanthopterygius spengeli.
Самки повністю зеленого забарвлення, інколи з блідо-жовтим кольором навколо очей. Тому їх легко сплутати з видом Forpus passerinus. Підвиди відрізняються передусім інтенсивністю темного та кількістю жовтого оперення.

## Розмноження
Це моногамні птахи. Вони гніздяться в порожнинах стовбурів дерева та їх гілках, а іноді у гнізда інших птахів. Кладка від 3 до 7 яєць.

## Таксономія
Якийсь час він вважався конспеціфічним із видом Forpus passerinus, але сьогодні всі авторитетні фахівці визнають їх як окремі види. Можливо також, що підвид Forpus xanthopterygius spengeli краще класифікувати як підвид виду Forpus cyanopygis, або, що більш імовірно, виділити його як окремий вид Forpus spengeli.

### Назва
Це рідкісний випадок, в якому загальне назва була більш стабільною, ніж біноміальна. Назва Forpus xanthopterygius спочатку стосувалася двох видів, один з яких був іншим видом, Brotogeris versicolurus. Отже, бразильський орнітолог Пінто (порт. Olivério Mário de Oliveira Pinto) відкидаючи назву Forpus xanthopterygius в 1945 році, а замість цього застосовує наступнне найстарішу назву, Forpus crassirostris. У тому ж році вид був помилково докладно описано як Forpus xanthopterygius crassirostris, в результаті чого виду знову повернута назва F. xanthopterygius. У 1978 році Пінто згадує помилки в «Новому каталозі птахів Бразилії» (порт. «Novo catálogo das aves do Brasil») але назва була змінена на Forpus crassirostris. Однак, як було зазначено, в 1999 році, початкова назва Forpus xanthopterygius залишається в силі згідно з правилами МКЗН, і, отже, ця назва повторно вживається до для цього виду. Для збільшення плутанини, назва номінативного підвиду також змінено: F. x. xanthopterygius, що є підвидом який раніше відомий, як F. c. vividus. Ці птахи одними з перших були привезені до Португалії у 16 столітті мандрівниками з Бразилії.

### Підвиди
Існує шість підвидів:
- Forpus xanthopterygius xanthopterygius
- Forpus xanthopterygius flavissimus
- Forpus xanthopterygius crassirostris
- Forpus xanthopterygius olallae
- Forpus xanthopterygius flavescens
- Forpus xanthopterygius spengeli